# Barfuß und ohne Hut
Barfuß und ohne Hut ist ein Dokumentarfilm von Jürgen Böttcher aus dem Jahr 1965 über Jugendliche im Ostseeurlaub in Prerow. Er durfte nur einmal aufgeführt werden und wurde erst wieder 2007 gezeigt.

## Inhalt

### Kurzübersicht
Der Film „beobachtet Jugendliche beim Urlaub am Strand der Ostsee, zeigt sie in Jeans (!) und lässigen Pullovern beim Herumtollen im Wasser, beim Blues-Hören und Twisten am Lagerfeuer, im Gespräch über ihre Hoffnungen und Träume und lässt sie dazwischen offen über ihren Alltag reflektieren.“
Sie  toben herum, sonnen sich und spielen im Sand, gehen baden, hören Musik oder kuscheln miteinander.

### Handlung
Wie immer haben Gitarrenspieler auch hier bei den Mädchen gute Karten. So geht es auch Rocco, Berufskraftfahrer-Lehrling bei den Berliner Verkehrsbetrieben, der ein selbst arrangiertes russisches Lied spielt und dann auch noch Summertime singt. Sein langjähriger Freund erzählt davon, worin diese Freundschaft begründet ist. Er selbst erklärt, dass er bei der Bahn als Rangierer arbeitet, nächstes Jahr für drei Jahre freiwillig zur NVA gehen will und danach die Absicht hat, sich zum Fahrdienstleiter in einem Stellwerk zu qualifizieren. Rocco hat die Absicht, nach Abschluss der Lehre, im nächsten September ein Studium zu beginnen.
Drei Jugendliche am Strand erzählen von ihrem Studium an der Pädagogischen Hochschule in Karl-Marx-Stadt. Einer von ihnen studiert Ingenieurpädagogik und will später einmal Elektrotechnik an Ober- oder Fachschulen unterrichten. Er hofft, ein besserer Lehrer zu werden, als es seine waren. Eine weitere Studentin will Erdkundelehrerin werden, spricht aber nur Gutes über die Lehrer ihrer Schulzeit, die auch ihren Berufswunsch positiv beeinflusst haben.
Weitere vier junge Frauen, die am Strand sitzen, erzählen von ihren Wünschen. Eine, die ab September Mathematik studieren will, nachdem sie eine Lehre als Handelskaufmann absolviert hat, träumt davon später einmal in einem Forschungsinstitut oder Atomkraftwerk zu arbeiten. Eine weitere, die den Beruf eines Gebrauchswerbers erlernte, hat sich für ein Grafikstudium beworben, ist aber abgelehnt worden. Nun will sie alles daran setzen, im nächsten Jahr erfolgreicher zu sein und besucht deshalb einen Zeichenzirkel an einer Fachschule in Potsdam. Bis dahin wird sie in einem Sprachheilinternat für sprachgestörte Kinder arbeiten.
Weitere Jugendliche kommen noch zu Wort. In der Zwischenzeit fahren zwei Oldtimer über den Strand, mit denen ihre Fahrer Kunststücke vollbringen. Auch ein Reiter galoppiert den Strand entlang. Der Abend bricht herein, Pärchen geht Arm im Arm scherzend an der Ostsee spazieren. Vier Gitarrenspieler bringen am Lagerfeuer mit ihrer Musik Stimmung in die Gruppe, die dazu tanzt und sich beim Twist versucht. Als der Titel Oh, oh, Motorbiene von Peter Kraus gespielt wird, heulen die Motoren der Oldtimer im Takt auf.

## Hintergründe
Die Aufnahmen wurden im August 1964 im Ostseebad Prerow auf der Halbinsel Darß gemacht.
Das DEFA-Studio für Dokumentarfilme schlug den Film im Oktober 1964 für eine Aufführung beim Internationalen Dokumentarfilmfestival in Leipzig vor, was aber abgelehnt wurde.  Der Film erhielt auch sonst keine Aufführungsgenehmigung, nur am
2. April 1965 soll es eine öffentliche Vorführung gegeben haben.
2007 zeigte ihn das Dokfest Leipzig  mit anderen verbotenen Dokumentarfilmen  der DDR, 2009 das Interfilmfest in Berlin, 2011 das Kino Arsenal in Berlin, 2015 die Filmkunsttage Sachsen-Anhalt in Magdeburg und das Zeughauskino in Berlin, 2016 das Filmfest Dresden, 2019 das Kino Babylon in Berlin, 2021 das Filmmuseum Potsdam und 2023 ein DDR-Filmfest auf dem Campus der Universität Frankfurt am Main.
Der Film ist auf den DVDs Spurensuche (2007), Jahrgang 45 & Drei von vielen (2016)  und DEFA verboten!  enthalten.

## Rezeption
Der Film Barfuß und ohne Hut gilt heute als einer der sehenswertesten Dokumentarfilme über Jugendliche in der DDR.
Das Filmmuseum Museum beschrieb ihn so

„Das mit Gospel- und Jazzmusik versetzte Studenten-Porträt "Barfuß und ohne Hut" wird gänzlich von der Begeisterung für jugendliche Spontaneität getragen.“